# راس جحب (جبلة)

تعديل مصدري - تعديل

راس جحب محلة تابعة لقرية المنزل، التابعة لعزلة الشراعي بمديرية جبلة إحدى مديريات محافظة إب في الجمهورية اليمنية، بلغ تعداد سكانها 81 حسب تعداد اليمن لعام 2004.